# Pennaria
Pennaria is een geslacht van neteldieren uit de familie van de Pennariidae.

## Soorten
- Pennaria armata Vanhöffen, 1911
- Pennaria blistera Xu & Huang, 2006
- Pennaria disticha Goldfuss, 1820
- Pennaria grandis Kramp, 1928
- Pennaria wilsoni Bale, 1913

### Taxon inquirendum
- Pennaria pauper Kramp, 1959
- Pennaria vitrea Agassiz & Mayer, 1899

### Synoniemen
- Pennaria adamsia von Lendenfeld, 1885 => Pennaria disticha Goldfuss, 1820
- Pennaria australis Bale, 1884 => Pennaria disticha Goldfuss, 1820
- Pennaria caulini Delle Chiaje, 1841 => Pennaria disticha Goldfuss, 1820
- Pennaria gibbosa L. Agassiz, 1860 => Pennaria disticha Goldfuss, 1820
- Pennaria inornata Brooks, 1883 => Pennaria disticha Goldfuss, 1820
- Pennaria pacifica Clarke, 1907 => Pennaria disticha Goldfuss, 1820
- Pennaria rosea von Lendenfeld, 1885 => Pennaria disticha Goldfuss, 1820
- Pennaria symmetrica Clarke, 1879 => Pennaria disticha Goldfuss, 1820
- Pennaria tiarella (Ayres, 1854) => Pennaria disticha Goldfuss, 1820